# Coptopteryx grisea
Coptopteryx grisea är en bönsyrseart som beskrevs av Philippi 1863. Coptopteryx grisea ingår i släktet Coptopteryx och familjen Mantidae. Inga underarter finns listade i Catalogue of Life.